# Skate America de 1994
O Skate America de 1994 foi a décima terceira edição do Skate America, um evento anual de patinação artística no gelo organizado pela United States Figure Skating Association. A competição foi disputada entre os dias 26 de outubro e 31 de outubro, na cidade de Pittsburgh, Pensilvânia, Estados Unidos.

## Eventos
- Individual masculino
- Individual feminino
- Duplas
- Dança no gelo

## Medalhistas
| Evento                        | Ouro                                                | Prata                                       | Bronze                                                  |
| Individual masculino detalhes | Todd Eldredge · Estados Unidos                      | Philippe Candeloro · França                 | Éric Millot · França                                    |
| Individual feminino detalhes  | Surya Bonaly · França                               | Michelle Kwan · Estados Unidos              | Irina Slutskaya · Rússia                                |
| Duplas detalhes               | Marina Eltsova · Andrei Bushkov · Rússia            | Evgenia Shishkova · Vadim Naumov · Rússia   | Radka Kovaříková · René Novotný · República Tcheca      |
| Dança no gelo detalhes        | Elizabeth Punsalan · Jerod Swallow · Estados Unidos | Marina Anissina · Gwendal Peizerat · França | Elizaveta Stekolnikova · Dmitri Kazarlyga · Cazaquistão |

## Resultados

### Individual masculino
| Pos.              | Nome                   | Nacionalidade  |
| ----------------- | ---------------------- | -------------- |
| Medalha de ouro   | Todd Eldredge          | Estados Unidos |
| Medalha de prata  | Philippe Candeloro     | França         |
| Medalha de bronze | Éric Millot            | França         |
| 4                 | Oleg Tataurov          | Rússia         |
| 5                 | Viacheslav Zagorodniuk | Ucrânia        |
| 6                 | Aren Nielsen           | Estados Unidos |
| 7                 | Michael Shmerkin       | Israel         |
| 8                 | Ronny Winkler          | Alemanha       |
| 9                 | Marcus Christensen     | Canadá         |

### Individual feminino
| Pos.              | Nome               | Nacionalidade  |
| ----------------- | ------------------ | -------------- |
| Medalha de ouro   | Surya Bonaly       | França         |
| Medalha de prata  | Michelle Kwan      | Estados Unidos |
| Medalha de bronze | Irina Slutskaya    | Rússia         |
| 4                 | Marina Kielmann    | Alemanha       |
| 5                 | Ludmilla Ivanova   | Rússia         |
| 6                 | Marie-Pierre Leray | França         |
| 7                 | Nicole Bobek       | Estados Unidos |
| 8                 | Angela Derochie    | Canadá         |

### Duplas
| Pos.              | Nome                                      | Nacionalidade    |
| ----------------- | ----------------------------------------- | ---------------- |
| Medalha de ouro   | Marina Eltsova / Andrei Bushkov           | Rússia           |
| Medalha de prata  | Evgenia Shishkova / Vadim Naumov          | Rússia           |
| Medalha de bronze | Radka Kovaříková / René Novotný           | República Tcheca |
| 4                 | Elena Berezhnaya / Oleg Shliakhov         | Letônia          |
| 5                 | Kyoko Ina / Jason Dungjen                 | Estados Unidos   |
| 6                 | Stephanie Stiegler / Lance Travis         | Estados Unidos   |
| 7                 | Elena Belousovskaya / Sergei Potalov      | Ucrânia          |
| 8                 | Michelle Menzies / Jean-Michel Bombardier | Canadá           |

### Dança no gelo
| Pos.              | Nome                                      | Nacionalidade  |
| ----------------- | ----------------------------------------- | -------------- |
| Medalha de ouro   | Elizabeth Punsalan / Jerod Swallow        | Estados Unidos |
| Medalha de prata  | Marina Anissina / Gwendal Peizerat        | França         |
| Medalha de bronze | Elizaveta Stekolnikova / Dmitri Kazarlyga | Cazaquistão    |
| 4                 | Kati Winkler / René Lohse                 | Alemanha       |
| 5                 | Agnès Jacquemard / Alexis Gayet           | França         |
| 6                 | Amy Webster / Ron Kravette                | Estados Unidos |
| 7                 | Olga Mudrak / Vitaliy Baranov             | Ucrânia        |
| 8                 | Marie-France Dubreuil / Tomas Morbacher   | Canadá         |

## Quadro de medalhas
| Ordem | País             | Medalha de ouro | Medalha de prata | Medalha de bronze |    | Ordem por total |
| ----- | ---------------- | --------------- | ---------------- | ----------------- | -- | --------------- |
| 1     | Estados Unidos   | 2               | 1                |                   | 3  | 2               |
| 2     | França           | 1               | 2                | 1                 | 4  | 1               |
| 3     | Rússia           | 1               | 1                | 1                 | 3  | 2               |
| 4     | Cazaquistão      |                 |                  | 1                 | 1  | 4               |
| 4     | República Tcheca |                 |                  | 1                 | 1  | 4               |
| TOTAL | TOTAL            | 4               | 4                | 4                 | 12 | —               |